# Jacqueline Dubut
Jacqueline Dubut (Lyon, 21 de outubro de 1939) é uma ex-piloto francesa, tendo sido a primeira mulher a voar comercialmente na França. A empresa Air Inter foi o seu primeiro empregador. 